# Eric Butorac
Eric Butorac (Rochester, 22 maggio 1981) è un ex tennista statunitense.
È stato uno specialista del doppio e ha raggiunto il suo più alto ranking col 17º posto del 29 agosto 2011. 

## Carriera
Nel 2006 raggiunge la sua prima finale ATP in coppia con Jamie Murray ma i due vengono sconfitti dai fratelli Bryan.

Nel 2007 vince il suo primo titolo ATP, sempre in coppia con Murray il SAP Open di San Jose. I due vincono inoltre altri due tornei l'RMK Championships e il Nottingham Open.

Nel 2008 in coppia con Rohan Bopanna conquista il Farmers Classic di Los Angeles.

Nel 2009 riesce a conquistare tre titoli, il Chennai Open e il Thailand Open in coppia con Rajeev Ram e l'Estoril Open in coppia con Scott Lipsky.

Nel 2010 dopo una finale persa in coppia con Michael Kohlmann a Monaco inizia la sua collaborazione con Jean-Julien Rojer che li porterà a vincere cinque titoli e raggiungere tre finali nell'arco di due stagioni.

Nel 2012 in coppia con Bruno Soares vince il suo tredicesimo titolo al Brasil Open e raggiunge inoltre la finale del torneo di Bangkok in coppia con Paul Hanley.

Il 2013 inizia con la sconfitta, in coppia con Hanley, in finale del Brisbane International e l'eliminazione al primo turno del torneo di Auckland sempre in coppia con Hanley.
Si è ritirato dal tennis dopo gli US Open 2016.

## Statistiche

### Doppio

#### Vittorie (18)
| Legenda                                                   |
| Grande Slam (0)                                           |
| ATP World Tour Finals (0)                                 |
| ATP World Tour Masters 1000 (0)                           |
| ATP World Tour 500 Series (2)                             |
| ATP International Series / ATP World Tour 250 Series (16) |

| Titoli per superficie |
| Cemento (12)          |
| Terra rossa (5)       |
| Erba (1)              |
| Sintetico (0)         |

| N.  | Data              | Torneo                                                                  | Superficie  | Compagno          | Avversari in finale                | Punteggio        |
| 1.  | 18 febbraio 2007  | SAP Open, San Jose                                                      | Cemento     | Jamie Murray      | Chris Haggard Rainer Schüttler     | 7–5, 7–6(6)      |
| 2.  | 25 febbraio 2007  | Regions Morgan Keegan Championships and the Cellular South Cup, Memphis | Cemento     | Jamie Murray      | Julian Knowle Jürgen Melzer        | 7–5, 6–3         |
| 3.  | 23 giugno 2007    | Nottingham Open, Nottingham                                             | Erba        | Jamie Murray      | Joshua Goodall Ross Hutchins       | 4–6, 6–3, [10–5] |
| 4.  | 10 agosto 2008    | LA Tennis Open, Los Angeles                                             | Cemento     | Rohan Bopanna     | Travis Parrott Dušan Vemić         | 7–6(5), 7–6(5)   |
| 5.  | 11 gennaio 2009   | Chennai Open, Chennai                                                   | Cemento     | Rajeev Ram        | Jean-Claude Scherrer Stan Wawrinka | 6–3, 6–4         |
| 6.  | 10 maggio 2009    | Estoril Open, Estoril                                                   | Terra rossa | Scott Lipsky      | Martin Damm Robert Lindstedt       | 6–3, 6–2         |
| 7.  | 4 ottobre 2009    | Thailand Open, Bangkok                                                  | Cemento     | Rajeev Ram        | Guillermo García López Miša Zverev | 7–6(4), 6–3      |
| 8.  | 10 ottobre 2010   | Rakuten Japan Open Tennis Championships, Tokyo                          | Cemento     | Jean-Julien Rojer | Andreas Seppi Dmitrij Tursunov     | 6–3, 6–2         |
| 9.  | 24 ottobre 2010   | Stockholm Open, Stoccolma                                               | Cemento (i) | Jean-Julien Rojer | Johan Brunström Jarkko Nieminen    | 6–3, 6–4         |
| 10. | 1º maggio 2011    | Estoril Open, Estoril (2)                                               | Terra rossa | Jean-Julien Rojer | Marc López David Marrero           | 6–3, 6–4         |
| 11. | 21 maggio 2011    | ATP Nizza, Nizza                                                        | Terra rossa | Jean-Julien Rojer | Santiago González David Marrero    | 6–3, 6–4         |
| 12. | 2 ottobre 2011    | Malaysian Open, Kuala Lumpur                                            | Cemento (i) | Jean-Julien Rojer | František Čermák Filip Polášek     | 6–1, 6–3         |
| 13. | 19 febbraio 2012  | Brasil Open, San Paolo                                                  | Terra (i)   | Bruno Soares      | Michal Mertiňák André Sá           | 3–6, 6–4, [10–8] |
| 14. | 29 settembre 2013 | Malaysian Open, Kuala Lumpur (2)                                        | Cemento (i) | Raven Klaasen     | Pablo Cuevas Horacio Zeballos      | 6-2, 6-4         |
| 15. | 16 febbraio 2014  | Regions Morgan Keegan Championships and the Cellular South Cup, Memphis | Cemento (i) | Raven Klaasen     | Bob Bryan Mike Bryan               | 6-4, 6-4         |
| 16. | 19 ottobre 2014   | Stockholm Open, Stoccolma                                               | Cemento (i) | Raven Klaasen     | Treat Conrad Huey Jack Sock        | 6-4, 6-3         |
| 17. | 1º novembre 2015  | Valencia Open, Valencia                                                 | Cemento (i) | Scott Lipsky      | Feliciano López Maks Mirny         | 7–6(4), 6–3      |
| 18. | 1º maggio 2016    | Millennium Estoril Open, Cascais (3)                                    | Terra rossa | Scott Lipsky      | Łukasz Kubot Marcin Matkowski      | 6-4, 3-6, [10-8] |

#### Finali perse (11)
| Legenda                         |
| Grande Slam (1)                 |
| ATP World Tour Finals (0)       |
| ATP World Tour Masters 1000 (0) |
| ATP World Tour 500 Series (2)   |
| ATP World Tour 250 Series (8)   |

| N.  | Data              | Torneo                                                                  | Superficie  | Compagno          | Avversari in finale              | Punteggio           |
| 1.  | 30 luglio 2006    | LA Tennis Open, Los Angeles                                             | Cemento     | Jamie Murray      | Bob Bryan Mike Bryan             | 2–6, 4–6            |
| 2.  | 9 maggio 2010     | BMW Open, Monaco di Baviera                                             | Terra rossa | Michael Kohlmann  | Oliver Marach Santiago Ventura   | 7–5, 3–6, [14–16]   |
| 3.  | 1º agosto 2010    | Los Angeles Open, Los Angeles (2)                                       | Cemento     | Jean-Julien Rojer | Bob Bryan Mike Bryan             | 7–6(6), 2–6, [7–10] |
| 4.  | 20 febbraio 2011  | Regions Morgan Keegan Championships and the Cellular South Cup, Memphis | Cemento (i) | Jean-Julien Rojer | Maks Mirny Daniel Nestor         | 2–6, 7–6(6), [3–10] |
| 5.  | 6 novembre 2011   | Valencia Open 500, Valencia                                             | Cemento (i) | Jean-Julien Rojer | Bob Bryan Mike Bryan             | 6–4, 7–6(9)         |
| 6.  | 30 settembre 2012 | Thailand Open, Bangkok                                                  | Cemento (i) | Paul Hanley       | Lu Yen-hsun Danai Udomchoke      | 3–6, 4–6            |
| 7.  | 5 gennaio 2013    | Brisbane International, Brisbane                                        | Cemento     | Paul Hanley       | Marcelo Melo Tommy Robredo       | 6–4, 1–6, [5–10]    |
| 8.  | 5 maggio 2013     | BMW Open, Monaco di Baviera                                             | Terra rossa | Marcos Baghdatis  | Jarkko Nieminen Dmitrij Tursunov | 6-1, 6-4            |
| 9.  | 25 gennaio 2014   | Australian Open, Melbourne                                              | Cemento     | Raven Klaasen     | Robert Lindstedt Łukasz Kubot    | 3-6, 3-6            |
| 10. | 29 agosto 2015    | Winston-Salem Open, Winston-Salem                                       | Cemento     | Scott Lipsky      | Dominic Inglot Robert Lindstedt  | 2–6, 4–6            |
| 11. | 16 gennaio 2016   | Heineken Open, Auckland                                                 | Cemento     | Scott Lipsky      | Mate Pavić Michael Venus         | 5–7, 4–6            |

## Risultati in progressione
| Sigla | Risultato               |
| ----- | ----------------------- |
| V     | Vincitore               |
| F     | Finalista               |
| SF    | Semifinalista           |
| O     | Oro olimpico            |
| A     | Argento olimpico        |
| SF    | Bronzo olimpico         |
| QF    | Quarti di Finale        |
| 4T    | Quarto turno            |
| 3T    | Terzo turno             |
| 2T    | Secondo turno           |
| 1T    | Primo turno             |
| RR    | Round Robin             |
| LQ    | Turno di qualificazione |
| A     | Assente                 |
| ND    | Non disputato           |

| Legenda superfici    |
| -------------------- |
| Cemento              |
| Terra battuta        |
| Erba                 |
| Superficie variabile |

### Doppio
| Torneo                                          | Torneo                                          | 2007 | 2008 | 2009 | 2010 | 2011 | 2012 | 2013 | 2014 | 2015 | 2016 | Titoli | V-S   |
| Grande Slam                                     |                                                 |      |      |      |      |      |      |      |      |      |      |        |       |
| Australian Open, Melbourne                      | Australian Open, Melbourne                      | 2T   | 3T   | 1T   | QF   | SF   | QF   | 3T   | F    | 3T   | 2T   | 0/10   | 23–10 |
| Roland Garros, Parigi                           | Roland Garros, Parigi                           | 1T   | 1T   | 1T   | 1T   | 1T   | 3T   | 2T   | 2T   | 1T   | 3T   | 0/10   | 6–10  |
| Wimbledon, Londra                               | Wimbledon, Londra                               | 3T   | 2T   | 2T   | 1T   | 2T   | 2T   | 1T   | 3T   | 2T   | A    | 0/9    | 9–9   |
| US Open, New York                               | US Open, New York                               | 2T   | 1T   | 1T   | 1T   | 2T   | 2T   | 2T   | QF   | 3T   | 1T   | 0/10   | 9–10  |
| Titoli                                          | Titoli                                          | 0/4  | 0/4  | 0/4  | 0/4  | 0/4  | 0/4  | 0/4  | 0/4  | 0/4  | 0/3  | 0/39   | N/A   |
| Vittorie-Sconfitte                              | Vittorie-Sconfitte                              | 4–4  | 3–4  | 1–4  | 3–4  | 6–4  | 7–4  | 4-4  | 11-4 | 5-4  | 3-3  | N/A    | 47–39 |
| Tennis Masters Cup / ATP World Tour Finals      |                                                 |      |      |      |      |      |      |      |      |      |      |        |       |
| Masters Grand Prix/ATP Tour World Championships | Masters Grand Prix/ATP Tour World Championships | A    | A    | A    | A    | A    | A    | A    | A    | A    | A    | 0/0    | 0–0   |
| Masters Series                                  |                                                 |      |      |      |      |      |      |      |      |      |      |        |       |
| Indian Wells                                    | Indian Wells                                    | 2T   | 2T   | A    | 1T   | 1T   | 1T   | A    | 1T   | A    | A    | 0/6    | 2–6   |
| Key Biscayne                                    | Key Biscayne                                    | 1T   | 1T   | A    | 2T   | 1T   | 1T   | 1T   | 2T   | 1T   | 1T   | 0/9    | 2–9   |
| Monte Carlo                                     | Monte Carlo                                     | 1T   | A    | A    | 2T   | 2T   | 1T   | A    | 1T   | A    | A    | 0/5    | 2–5   |
| Roma                                            | Roma                                            | A    | A    | A    | A    | 1T   | A    | A    | A    | A    | A    | 0/1    | 0–1   |
| Montréal/Toronto                                | Montréal/Toronto                                | A    | A    | A    | 1T   | 2T   | 1T   | A    | 1T   | A    | A    | 0/4    | 0–4   |
| Cincinnati                                      | Cincinnati                                      | 1T   | A    | A    | A    | 2T   | 1T   | A    | 2T   | 1T   | 2T   | 0/6    | 3–6   |
| Madrid                                          | Madrid                                          | 1T   | A    | A    | A    | A    | A    | A    | 1T   | A    | A    | 0/2    | 0–2   |
| Shanghai                                        | Shanghai                                        | NM1  | NM1  | A    | A    | 2T   | QF   | A    | 2T   | A    | A    | 0/3    | 4–3   |
| Parigi                                          | Parigi                                          | 1T   | A    | A    | A    | 1T   | A    | 2T   | QF   | 1T   | A    | 0/4    | 3–5   |
| Titoli                                          | Titoli                                          | 0/6  | 0/2  | 0/0  | 0/4  | 0/8  | 0/6  | 0/2  | 0/8  | 0/3  | 0/2  | 0/41   | N/A   |
| Vittorie-Sconfitte                              | Vittorie-Sconfitte                              | 1–6  | 1-2  | 0–0  | 2-4  | 4-8  | 2-6  | 1-2  | 5-8  | 0-3  | 1-2  | N/A    | 16–41 |
| Ranking                                         | Ranking                                         | 33   | 67   | 38   | 36   | 20   | 41   | 47   | 20   | 45   | 75   | N/A    | N/A   |